# Евангельские коммуны в СССР
Евангельские коммуны в СССР — трудовые объединения евангельских христиан в различных регионах в РСФСР/СССР в первые два десятилетия после установления советской власти.
Заметную роль в организации движения сыграл лидер евангельских христиан Иван Проханов, всячески содействовавший развитию евангельских коммун и создавший соответствующую богословско-теоретическую базу. В дальнейшие планы Проханова и возглавляемого им Всероссийского союза евангельских христиан (ВСЕХ) входило создание ряда образцовых религиозно-трудовых поселений в СССР, включая Евангельск — протестантский Город Солнца в Сибири.
На первых порах деятельность коммун поддерживалась партийно-хозяйственным руководством страны, рассчитывавшим на положительный экономический эффект от использования «значительных хозяйственно-культурных элементов». Благосклонность власти способствовала широкому распространению евангельской трудовой кооперации. Ужесточение политики советской власти в отношении религии привело к сворачиванию процесса в конце 1920-х. Последние «сектантские колхозы» были ликвидированы в 1930-х.

## Терминология и тематические рамки
В научно-исторической литературе термин «евангельские коммуны» используется в узком (собственно, коммуны) и широком (трудовые объединения различных форм собственности) смыслах. Другое устойчивое название этого явления, «сектантские колхозы», использовалось в антирелигиозной пропаганде.
В истории Советского государства в рассматриваемый период схожие проявления, но в значительно меньших масштабах, имели место в среде толстовцев, новоизраильтян, духоборов и других конфессий. Из-за незначительности масштабов явления и отсутствия авторитетных источников, позволяющих собрать достаточную информацию, в данной статье эти движения не рассматриваются. Трудовые объединения евангельских христиан (включая баптистов) выделялись в самостоятельное историческое явление такими авторами, как Андрей Савин, Татьяна Никольская, Владимир Попов и другими.

## Предыстория
С первых лет появления в Российской империи евангельско-баптистского движения его лидеры предпринимали отдельные попытки создания евангельских трудовых коммун. Так, штундистский проповедник Иван Рябошапка в ответ на притеснения и гонения сельского и волостного начальства в 1870 году обратился к новороссийскому генерал-губернатору Павлу Коцебу с прошением о дозволении ему и ещё 20 семействам (всего 45 человек) отделиться и выйти на жительство «на вольные степа», чтобы вести совместное хозяйство. Коцебу ответил отказом.
В 1883 году лидеры движения пашковцев, петербургские аристократы Василий Пашков и Модест Корф намеревались создать христианскую коммуну в Крыму, в большой долине с фруктовыми садами в районе деревни Спат и хутора Софиевка. Они решили назвать поселение «Вертоград». Однако реализовать свою идею они не успели — шли правительственные гонения на евангельских протестантов, дело о трудовой коммуне было добавлено к остальным обвинениям против Пашкова и Корфа, которые в 1884 году усилиями обер-прокурора Святейшего Синода Константина Победоносцева были изгнаны из страны.
С архивами Пашкова и Корфа ознакомился Иван Проханов и через 11 лет на этом же месте основал коммуну с таким же названием. В число членов коммуны вошли семья меннонита Германа Фаста, вдова поэта Некрасова Зинаида и две её племянницы, а также другие христиане. Неподалёку, на хуторе «Иерусалимские братья», жили их единоверцы из немецких колонистов. По воспоминаниям Ивана Проханова, коммуна процветала, сам он в свободные от работы часы вёл курсы по изучению Библии и церковной истории, и вообще это было счастливое время. Коммуна просуществовала 4 года и была распущена в результате очередного витка преследований евангельских протестантов из-за её «штундистских признаков»: проповедь Евангелия, равный труд, общее имущество.

## Начало движения при советской власти
Новые экономические условия после революции 1917 года способствовали распространению идеи трудовой общинной жизни как среди верующих, так и неверующих. Планы создания земледельческих общин из единоверцев привлекали многих русских протестантов. Имея особый опыт за плечами, евангельские общины вошли в это движение «легко и динамично», отмечал историк Владимир Попов.
Этот процесс усугублялся массовой миграцией горожан в деревню из-за голода и нехватки продовольствия. В 1918 году в Рязанской губернии возникли коммуны «Вифания» и «Пробуждение», в Тверской губернии — «Гефсимания», «Вифания» и «Утренняя Звезда», также коммуны появились в Новгородской, Брянской, Енисейской и других губерниях.

### Отношение властей
Сразу после Октябрьской революции большевикам необходимо было определить своё отношение к возможному сотрудничеству с протестантами. Одной из форм этого сотрудничества могла стать протестантская трудовая кооперация, особенно в пищевой и лёгкой промышленности, сельском хозяйстве, кустарных промыслах.
Руководитель баптистского сельхозобъединения «Прилучье» (Новгородская губерния) И. Петров весной 1918 года даже имел непродолжительную беседу с Владимиром Лениным, в ходе которой рассказал о желании верующих организовывать протестантские сельскохозяйственные объединения, а глава государства в ответ пообещал распорядиться о выделении верующим земель для этого.
В 1919—1920 годах государство действительно предприняло ряд шагов для поощрения этой деятельности, включая выделение земель. Однако к началу 1920-х годов партийное руководство не имело единой политики в отношении неправославных конфессий. Многие видные партийцы (среди них Владимир Бонч-Бруевич и Михаил Калинин) настаивали на необходимости особого подхода к ним. Они опирались на мнение Ленина, который во внутрипартийной дискуссии заявил: «сектантствоедством заниматься не будем». На высоком партийно-государственном уровне заявлялось, что протестантские «коммунистические образования» «совершенно безболезненно усваивают общегражданские советские законы и уставы, органически вливаясь, как сельскохозяйственные, промышленные ячейки, в советское строительство».
В 1921 году была создана комиссия по заселению свободных земель «сектантами», которая должна была ведать вопросами переселения верующих на пустующие земли Сибири, Кавказа и других регионов. Её целью было «призвать к творческой земледельческой работе массы, уже организованные в свои общины, … зарекомендовавшие себя выдающейся трудоспособностью, честностью, исполнительностью, прямотою и искренностью».

### Создание теоретическо-богословской базы
Иван Проханов признавался, что ему с юности были близки идеи социализма, хотя он не мог принять свойственного социализму отрицания Христа. По его замыслу, социализм следовало дополнить верой во Христа, чтобы «сделать его совершенным». Богословская и теоретическая база для христианской кооперации была создана им в брошюре «Евангельское христианство и социальный вопрос» (1918 год) и программной статье «Новая, или Евангельская жизнь» (1925 год).
В брошюре Проханов сослался на библейский пример Иерусалимской общины как первой христианской коммуны («У множества же уверовавших было одно сердце и одна душа; и никто ничего из имения своего не называл своим, но все у них было общее» Деян. 4:32). Только группа, «в которой у всех „одно сердце и одна душа“ и в которой все объяты пламенем Духа Божия, может осуществить эту особенную жизнь», — писал он.
Проханов предложил три формы христианской кооперации: всеобщина, полувсеобщина и простая община. Всеобщина предполагала полное обобществление всего имущества, полувсеобщеобина — земель и орудий производства, и, наконец, простая община предусматривала объединение только при продаже продукции, а также общем содержании заводов, маслобоен, мельниц и т. п. Он также составил типовой Устав трудовой христианской общины и дал детальные рекомендации по её устройству, функционированию и быту.
В статье «Новая, или Евангельская жизнь» Проханов развил свои идеи и ярко изобразил будущий евангельский «Город Солнца». По мнению историка-богослова Андрея Пузынина, представления Проханова о будущей жизни перекликались с ожиданиями христиан наступления Тысячелетнего Царства.

## Расцвет
Реальная помощь со стороны государства способствовала созданию и развитию христианских трудовых объединений, хотя на местах власти не везде и не всегда поддерживали их. Проханов вспоминал: «Наши ассоциации принимали уставы, получали от правительства землю и разрешение использовать её на базе коллективного труда. … Евангельские сельскохозяйственные ассоциации получили высокую репутацию даже в глазах советской власти».
Помощь в создании коммун оказывали и религиозные организации, например, товарищество «Братская помощь», созданное в 1922 году и имевшее 14 филиалов в различных регионах. Так, только при Союзе баптистов СССР к 1924 году было создано 25 коммун по 20-50 семей, появлялись они и при Союзе евангельских христиан.
Помимо земледельческих коммун в сельской местности, протестантская экономическая кооперация развивалась и в городах, чему способствовал нэп. Христианские артели и кооперативы занимались строительством, изготовлением хлеба и кондитерских изделий, пошивом одежды и обуви, организацией общественного питания и т. д. Так, в Москве насчитывалось не менее 6 протестантских столовых, одна из которых располагалась на первом этаже здания ВЦИК и обслуживала в числе прочего участников различных съездов и конгрессов, получили распространение столовые вегетарианского типа (в Москве — «Пищепродукт», «Примирись», «Гигвегстол»). Другой пример — Приморский край: христианские артель бондарного производства «Приморье» (30-35 квалифицированных работников, набирались ученики, которым выплачивалась стипендия) и женская швейная артель «Игла» существовали во Владивостоке, ещё одна швейная группа — в Никольске-Уссурийском, машинное товарищество — в Черниговке. В приморских сёлах христианские общины занимались рисоводством и пчеловодством.
Исследователи Крапивин, Лейкин и Далгатов в общей монографии приводят информацию из своих источников примерно о 400 различных производственных товариществах, созданных евангельскими христианами и баптистами, при этом авторы считают эти данные явно завышенными.

#### «Вифания»
Примером успешной сельскохозяйственной евангельской коммуны может служить «Вифания», располагавшаяся в 6 вёрстах от станции Брусово в Тверской губернии. Её неоднократно посещал Иван Проханов. Подробный отчёт о его поездке весной 1928 года и о состоянии дел в коммуне был опубликован в журнале «Христианин».
На момент посещения в коммуне было 108 членов, включая детей. Коммуна располагала 470 га земли, на которых находились усадьба, сад, огород, пашня, луг и лес. «Вифания» выращивала хлеб, овощи, фрукты, клевер, заготавливала сено. Землю обрабатывали трактором «Fordson», который вместе с плугами и тележкой был куплен в кредит (полностью погашенный ко времени посещения Прохановым). Кроме того, имели большое пчеловодческое хозяйство, выращивали коров, лошадей, свиней, овец, птицу. Имели кузнечную, слесарную, кожевенную, сапожно-шорную, портняжную, ткацкую мастерские, мельницу «Фермер», круподёрку и маслобойку, а также станки — драночный и лесопильный. Крестьянам из окрестных сёл члены коммуны разрешали бесплатно пользоваться инвентарём, местные жители часто обращались в коммуну за советами.
Наиболее значимые вопросы решались на общем собрании. Питались за общим столом, отдельного приготовления пищи не было предусмотрено. Жили в квартирах в пяти больших домах. Дети посещали школу, коммуна выписывала газеты и журналы — как светские, так и евангельские. Собственная библиотека коммуны насчитывала 500 томов, учебных и письменных принадлежностей для школьников — в достатке.
Помимо хозяйственной деятельности коммуна занималась благотворительностью (кормя и предоставляя жильё нуждающимся) и совершала поездки по близлежащим сёлам и городам с проповедью Евангелия. В праздничные дни члены коммуны устраивали богослужебные собрания.
Местные власти относились к коммуне благосклонно, Госбанк и кредитные товарищества предоставляли по необходимости кредиты. Фотографии и описание коммуны в 1924 году были отправлены в Москву на Всероссийскую выставку, благодаря чему «Вифании» была предоставлена 25-процентная налоговая скидка. На губернской, уездной и волостной сельскохозяйственных выставках коммуна получала похвальные отзывы, свидетельства и призы.
В 1929 году «Вифания» в рамках кампании по борьбе с «псевдосельскохозяйственными объединениями» была ликвидирована решением Тверского исполкома как «лжеколхоз» для создания на её месте «настоящего советского коллектива».

### Отношение властей в середине 1920-х
В целом движение не достигло тех масштабов, на которые рассчитывали партийно-государственные структуры, из-за чего их интерес к этому эксперименту ослаб. Партийная дискуссия о целесообразности развития христианской кооперации велась уже в середине 1920-х. Например, доклад М. И. Калинина на XIII съезде РКП(б) в мае 1924 года, где он упоминал о трудовых возможностях верующих, подвергся критике товарищей по партии. Хотя итоговая резолюция съезда была доброжелательной: «Умелым подходом надо добиться того, чтобы направить в русло советской работы имеющиеся среди сектантов значительные хозяйственно-культурные элементы».
Идя на некоторые уступки протестантам в хозяйственной деятельности, большевики в то же время настаивали на недопустимости компромиссов в сфере идеологии. С 1924 года фиксировались случаи, когда с подачи ОГПУ органы власти требовали внести в уставные документы христианских коммун, артелей и кооперативов положения о запрете на проведение молитвенных собраний и о возложении на членов обязанности бороться с религиозными пережитками в своей среде. Принимались и другие меры по разделению хозяйственной и религиозной сфер жизни членов артелей и коммун.
С конца 1924 года политика государства по отношению к протестантам стала ужесточаться в целом, в том числе и в вопросе христианской трудовой кооперации. Так, в конце 1925 года на страницах газеты «Безбожник» сотрудник Агитационно-пропагандистского отдела ЦК ВКП(б) Фёдор Путинцев доказывал, что трудовые коммуны верующих разделяют советское кооперативное движение по религиозному признаку, и винил их организаторов в том, что коммуны создаются не для достижения революционных идеалов, а ради решения хозяйственных задач. В дальнейшем отношение к протестантам вообще и их трудовой кооперации в частности с каждым годом становилось всё жёстче и жёстче.

## Дальнейшие планы
ВСЕХ начал готовить собственных специалистов по организации земледелия с использованием передового опыта. Для этого в урочище Маслов Кут на Кавказе, при Американской показательной земледельческой ферме, была организована сельскохозяйственная школа, в которую направлялись на обучение выпускники Ленинградских библейских курсов.
Десятый Всесоюзный съезд евангельских христиан (конец 1926 года) «признал желательным» организацию евангельских коммун и артелей и поручил ВСЕХ оказывать им «всемерное содействие». Съезд рекомендовал ВСЕХ иметь особого уполномоченного для ведения таких дел, а для освещения процесса в евангельской прессе — организовать при издательстве журнала «Христианин» особый отдел сельскохозяйственной и производственной кооперации.

### Евангельск
После Десятого Всесоюзного съезда на волне успехов Проханов поручил специалистам разработать проект города Евангельска, который был закончен менее чем через год. Богослов Андрей Пузынин назвал этот проект «апогеем» постмилленаризма Проханова, его представления об идеальной организации христианской коммуны, построенной на принципах реставрированного первоапостольского христианства.
Проханов получил разрешение в Наркомземе на выделение земли и проведение изыскательской экспедиции. В августе 1927 года он выехал в Сибирь. 11 сентября Проханов с группой единомышленников (инженером Михаилом Шоп-Мишичем, председателем Сибирского отдела ВСЕХ Михаилом Орловым и др.) совершил символическую посадку саженцев кедра и американского клёна на месте строительства города, а также провёл богослужение.

### В других регионах
Одновременно с реализацией проекта Евангельска возглавляемый Прохановым ВСЕХ запланировал создание схожих проектов в других регионах Сибири и в Приморье.
После символической высадки деревьев на месте Евангельска Проханов вернулся в Ленинград, а сопровождавший его инженер Шоп-Мишич отправился в Сибирь для дальнейших изысканий. Он посетил Томск, станцию Тайгу и другие места. После консультаций у сибирских агрономов, геологов и краеведов было принято решение обследовать на предмет организации евангельских поселений земли в Саянах, в долине реки Ус и в Тыве.
Из-за наступления холодов эта экспедиция была отложена до будущего года, так же как и ещё одна экспедиция в Приморский край — к озеру Ханка (где уже существовали рисоводческие артели местных евангельских христиан) и долине реки Уссури. Здесь также предстояло разведать места для поселений.

## Сворачивание движения
Курс советской власти по отношению к христианским коммунам и артелям поменялся в середине 1920-х. Тем не менее до 1927—1928 годов относились к ним хотя и без восторга, но и без радикальных инициатив. Однако в 1927—1928 годах произошло серьёзное усиление давления, выразившееся в повышении налогов, в подходах к нарезке земель и т. д. Уже нередко собственность коммун (скот, техника, инвентарь) экспроприировалась с дальнейшей передачей местным крестьянам или «нормальным» колхозам. Иногда подобный произвол формально-юридически обосновывался квалификацией деятельности коммун и артелей как выходящей за рамки хозяйственно-экономических функций. Это влекло за собой последующую ликвидацию коммун как «псевдосельскохозяйственных объединений».
В феврале 1929 года секретарём ЦК ВКП (б) Лазарем Кагановичем была разослана директива «О мерах по усилению антирелигиозной работы». В этом документе к факторам, мешающим успехам антирелигиозной пропаганды, в числе прочего, были отнесены благотворительность и «широкое развитие хозяйственной и организационной деятельности» (включая развитие христианских трудовых объединений). С этого времени в стране началась откровенная травля христианских коммун.

Законную основу для репрессий предоставило новое религиозное законодательство, которое фактически запрещало христианскую трудовую кооперативную деятельность, а также благотворительность и многое другое. Так, в постановлении ВЦИК и СНК РСФСР от 8 апреля 1929 года «О религиозных объединениях» верующим прямо воспрещалось создавать кассы взаимопомощи, кооперативы, производственные объединения, оказывать материальную поддержку своим членам и др.
В советской прессе коммуны и артели стали «разоблачать» как врагов подлинной коллективизации, объединившихся исключительно для уклонения от налогов и получения кредитов на покупку техники. Пропаганда изображала коммуны как средство для выкачивания денег из бедноты в пользу «главарей» с использованием «религиозных предрассудков». «Прикрываясь именем бога, верхушка нещадно эксплуатирует бедноту», — утверждалось в пропагандистской брошюре Союза воинствующих безбожников.
В этих условиях представители объединений нередко обращались к властям с просьбой перерегистрировать их на условиях типового устава «общих» сельхозартелей, при дозволении проводить совместные молитвы и богослужения, однако получали отказ. Вместо этого верующим предлагали индивидуально проситься в «общие» колхозы.
Следующими шагами стали принудительная перерегистрация уставов сельхозартелей (для «отделения сельскохозяйственного строительства от религиозного культа»), запрет на коллективные молитвы и богослужения, а также удаление из состава коммун «социально-чуждых элементов». Вместо «чуждых» в коллективы входили посторонние люди, в основном коммунисты и комсомольцы, которым было поручено пробиваться в руководство и добиваться советизации артелей. Одновременно реформированные артели переподчиняли соседним колхозам. В некоторых местностях активные верующие, в административном порядке лишённые избирательных прав (в категорию «лишенцев» автоматически попадали пасторы, дьяконы, проповедники, регенты хоров), не имели права не только работать в колхозах, но и проживать на их территории. Разбавление коллективов христианских коммун посторонними людьми приводило к снижению дисциплины (на языке пропаганды — «активизации классовой борьбы») и в итоге — к развалу хозяйств.
Значительная часть коммун и артелей была ликвидирована на рубеже 1930-х годов, отдельные продержались на несколько лет дольше. Реализация проекта христианского Города Солнца — Евангельска — была заморожена в 1928 году после вмешательства в дело лично И. В. Сталина

## Комментарии
1. ↑  Савин Андрей Иванович — к. и. н., старший научный сотрудник ИИ СО РАН, автор ряда научных работ по истории религии в России[6].
2. ↑  Никольская Татьяна Кирилловна — к. и. н., старший преподаватель СПбХУ, автор ряда научных работ по истории протестантизма[7].
3. ↑  Попов Владимир Александрович — преподаватель Московской богословской семинарии Российского союза евангельских христиан-баптистов[4].
4. ↑  Вертоград — «цветущий сад» в переводе с церковнославянского.